# عبيد الجميعي (ممثل)
عبيد الجميعي (6 فبراير 1983 -) هو ممثل و كاتب و مخرج مسرحي تونسي.

## حياته
ولد في 06 فيفري 1983 بتونس خريج معهد الفنون المسرحية بتونس.

## أعماله

### السينما
- خشخاش للمخرجة سلمى بكار، 2004.
- ثلاثون للمخرج فاضل الجزيري، 2008.

### المسرح
- منامات صغيرة للمخرج حسن المؤذن، 2010.
- كتب و أخرج بلاش 2013

### التلفزيون
- مسلسل أقفاص بلا طيور للمخرج عز الدين حرباوي، 2009.

حكايات العروي التلفزيون التونسي

### متفرقات
- مساعد مخرج لعرض الحضرة 2010 للمخرج فاضل الجزيري ، 2010.